# Afrikaansche Schouwburg
De Afrikaansche Schouwburg (in het Engels bekend als The African Theatre) was begin 19e eeuw een theater in Kaapstad. Dit was het eerste stenen theatergebouw in een Europese stijl in Zuid-Afrika en een van de eerste op het zuidelijk halfrond. 
Het was ook onder verschillende andere namen bekend, zoals het Komediehuis en The Theatre. In 1799 werd gestart met de bouw van het theatergebouw en in de loop van 1801 werd het voor het eerst in gebruik genomen. Dit wordt algemeen beschouwd als het begin van een georganiseerd toneelleven in Zuid-Afrika.  Het gebouw werd later gebruikt als Nederduits Gereformeerd kerk en bestaat nog steeds.
Er werden Nederlandstalige en Engelstalige toneelstukken opgevoerd. Voor zover bekend was het eerste naar het Nederlands vertaalde stuk De Papegaay van August von Kotzebue dat daar op 5 maart 1803 werd opgevoerd door het toneelgezelschap ‘Tot leering en vermaak’. Het Nederlandstalige toneel was de rechtstreekse voorloper van het latere Afrikaanstalige toneel.